# Bains (Nawanshar)
Bains é uma aldeia no distrito de Shaheed Bhagat Singh Nagar, do estado de Punjab, Índia. Ela está localizada a 2.8 quilómetros de distância de Naura, a 6.6 quilómetros de Banga, a 9 quilómetros da sede do distrito Shaheed Bhagat Singh Nagar e a 98 quilómetros da capital Chandigarh. A aldeia é administrada por um Sarpanch, um representante eleito da aldeia.

## Demografia
De acordo com o censos de 2011, a aldeia tem um número total de 438 casas e uma população de 2064 elementos, dos quais 1058 são do sexo masculino e 1006 são do sexo feminino, segundo o relatório publicado pelo Censo da Índia em 2011. A taxa de alfabetização da aldeia é 75.81%, sendo que a média do estado está situada nos 75.84%. A população de crianças sob a idade de 6 anos é de 204, o que representa 9.88% da população total da aldeia, e a relação do sexo das crianças é aproximadamente 821, quando comparada com a média do estado de Punjab, 846. De acordo com o relatório publicado pelo Censo da Índia em 2011, 637 pessoas estavam envolvidas em actividades de trabalho fora da população total da aldeia que inclui 566 homens e 71 mulheres. De acordo com o relatório de pesquisa do censo de 2011, 58.40% dos trabalhadores descrevem o seu trabalho como sendo o principal trabalho e 41.60% dos trabalhadores estão envolvidos em actividade marginal, que fornece subsistência por um período inferior a 6 meses.

## Transporte
A estação ferroviária de Kariha é a estação de comboio mais próxima, no entanto, a estação ferroviária de Phagwara fica a 29 quilómetros de distância da aldeia. O Aeroporto de Sahnewal é o aeroporto doméstico mais próximo, encontrando-se a 64 quilómetros, em Ludhiana, e o aeroporto internacional mais próximo fica situado em Chandigarh. Outro aeroporto internacional, o de Sri Guru Ram Dass Jee, é o segundo aeroporto internacional mais próximo, que fica a 146 quilómetros, em Amritsar.